# Dublin City University
Dublin City University (de forma abreviada y más conocida como DCU, en español: Universidad Ciudad de Dublín) es una universidad pública con sede en la capital de la República de Irlanda, Dublín. Con aproximadamente 11.000 estudiantes matriculados, es la universidad más joven del país, si bien se encuentra en el ranking de las 50 mejores universidades del mundo con menos de 50 años de historia.
DCU cuenta con numerosas e innovadoras instalaciones, que la hacen uno de los centros líderes en investigación en Irlanda, además de destacar ampliamente en los estudios de comercio y negocios. La vida extra-universitaria adquiere un papel importante dentro de la universidad, contando con numerosos clubs y sociedades.  
Personalidades destacadas del panorama político-social de Irlanda han formado parte del profesorado de esta universidad, como el abogado John Bruton o el escritor y psicólogo Edward de Bono.  

## Reseña histórica
La institución fue creada en 1975 como National Institute for Higher Education, junto con la Universidad de Limerick. En 1979 crea un campus universitario de 344.000 m², situado en la zona norte de la capital dublinesa, en el distrito de Santry, más específicamente en el barrio de Glasnevin. 
El único edificio histórico que conserva la universidad es el llamado Albert College Building, a partir del cual se empiezan a construir nuevas instalaciones que actualmente componen la universidad. En 1981 se inaugura el edificio Henry Grattan, que servirá como sede principal del Departamento de Humanidades y Ciencias Sociales, al cual se adjunta el comedor universitario y numerosos edificios que desde entonces han dado forma a un campus universitario típico del siglo XXI. 
En 1986 el International Study Group on Technological Education determina que el National Institute for Higher Education de Dublín adquiere finalmente estatus de Universidad, dándole a elegir dos nombres para tal propósito: Dublin City University o Universidad de Leinster. El primero es finalmente el elegido y en 1989 queda oficialmente establecida lo que hoy conocemos como Dublin City University. 
En un principio la institución se orientó hacia los estudios de ciencia y tecnología, si bien siempre ha destacado por su escuela de negocios (DCU Business School). Entre los primeros grados ofertados por la universidad destaca el Electronic Engineering and Computer Applications, que hoy en día se sitúa como el más demandado dentro del campo de la informática en Irlanda. En la actualidad también ha escalado importantes puestos en el área de las artes y humanidades. DCU es también conocida por su programa de estudios INTRA (INtegrated TRaining), el primero con estas características en Irlanda. 
En 2013, DCU cuenta con más de 45.000 graduados. 

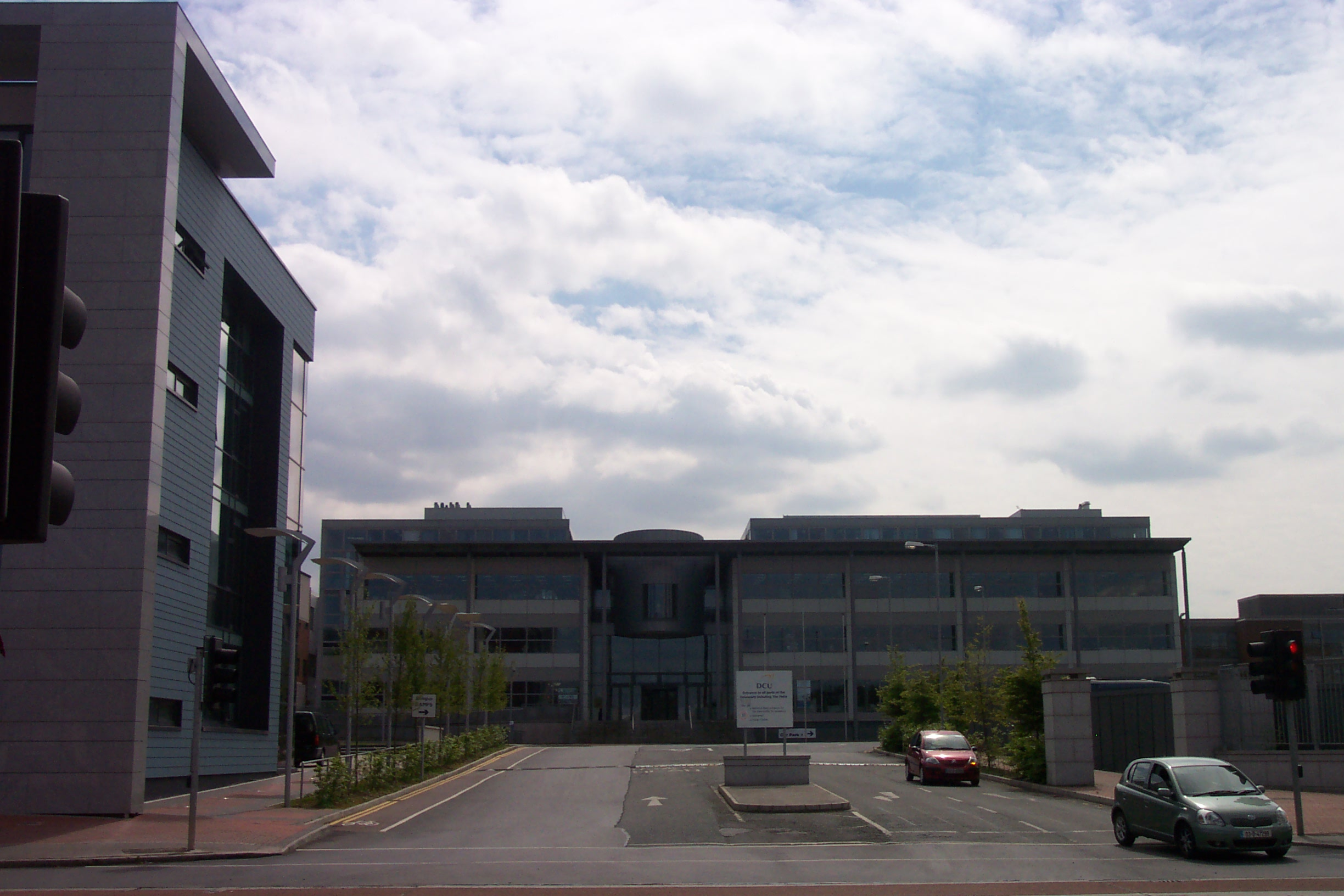
Collins Avenue Entrance

## Instalaciones
DCU cuenta con numerosas instalaciones de investigación y docencia, tales como estudios de grabación y sonido, aulas de informáticas, laboratorios de idiomas, sala de videoconferencias y una biblioteca. Además dispone de innovadores laboratorios de física, química e ingeniería. 

El campus cuenta también con un centro religioso, una consulta médica y una farmacia. Las instalaciones de ocio incluyen un teatro con capacidad para 1000 personas (The Venue), un Ticketmaster, una cafetería digital, dos Starbucks y numerosas salas donde se reúnen los distintos clubs y sociedades (incluyendo una radio dirigida por los propios alumnos -DCUfm- y un canal de televisión). A esto hay que añadir seis restaurantes, dos bares, un Spar, una peluquería, una sucursal del Banco de Irlanda, una librería, un salón de belleza y un gimnasio (incluye piscina). 

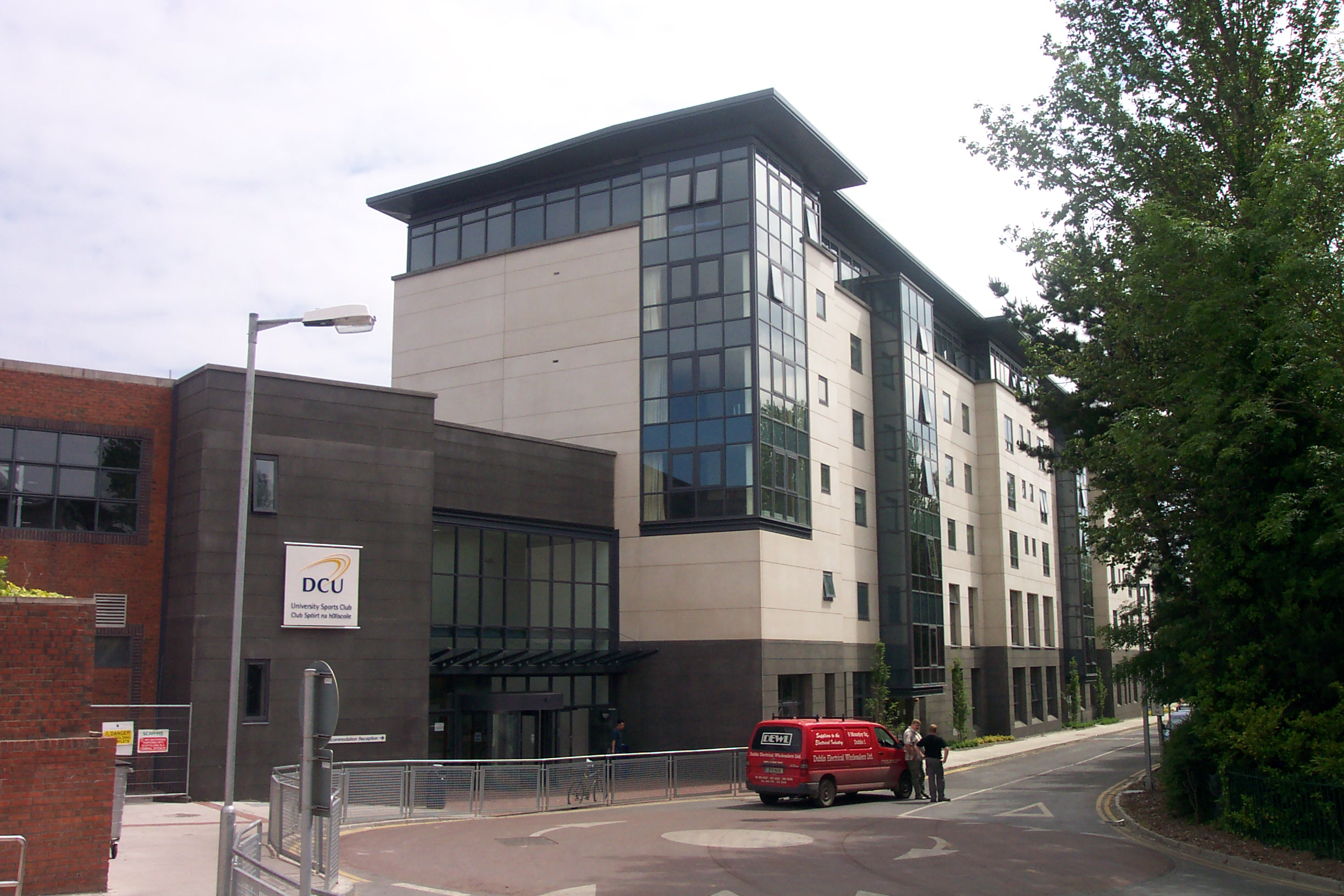
University Sports Complex

Pero, sin duda, una de las instalaciones clave del recinto es el famoso The Helix, inaugurado en 2002 para servir primero como Aula Magna y luego como gran salón de espectáculos, convirtiéndose así en la sala de conciertos más grande de Irlanda.

## Información académica
La universidad se organiza en departamentos (Faculties) y escuelas. Actualmente cuenta con tres departamentos universitarios: Departamento de Informática e Ingeniería, Departamento de Humanidades y Ciencias Sociales, y Departamento de Ciencias Experimentales y de la Salud. 
Del Departamento de Informática e Ingeniería dependen las siguientes escuelas universitarias: 
- Escuela de Informática
- Escuela de Ingeniería Electrónica
- Escuela de Ingeniería Mecánica

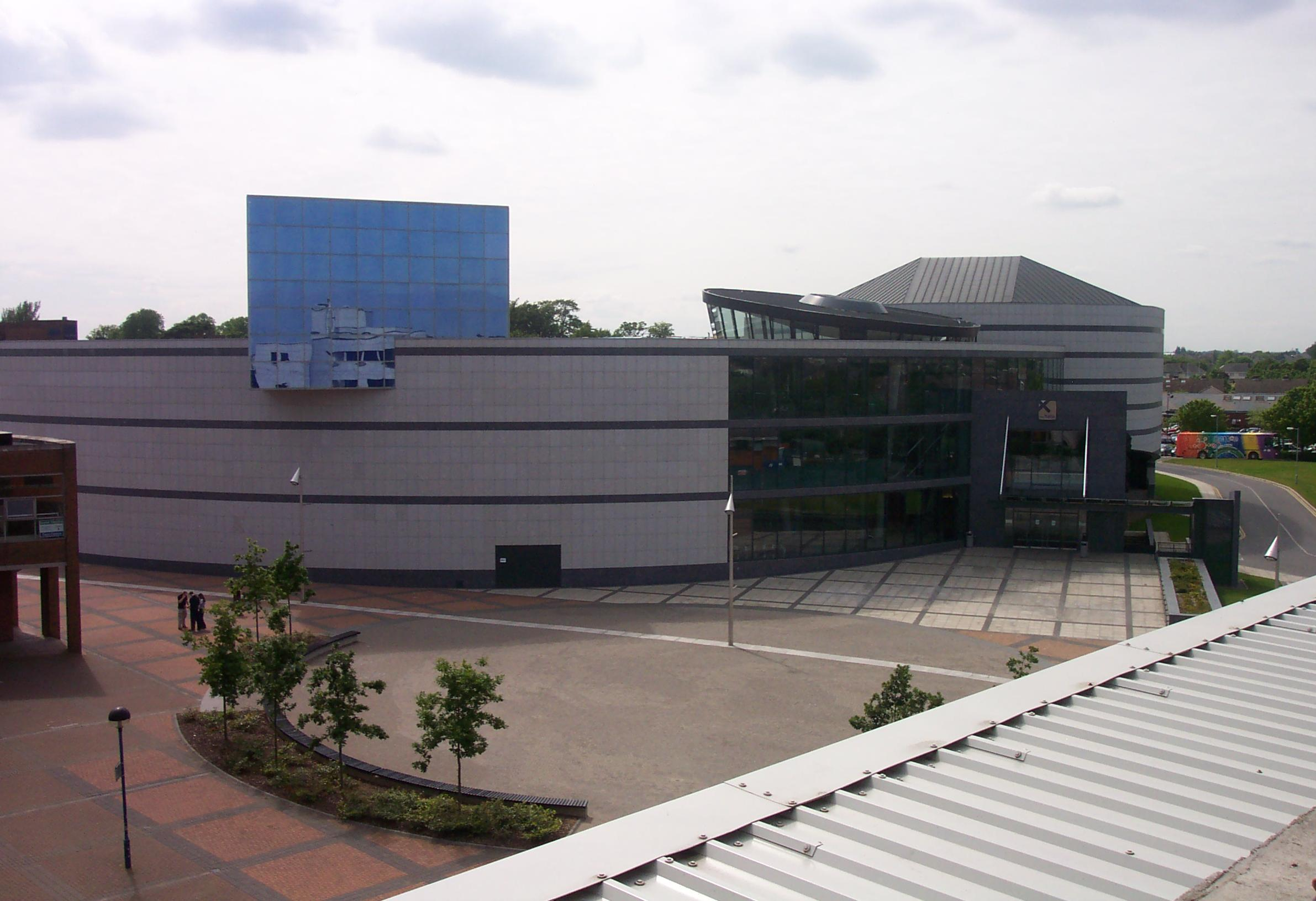
The Helix Theatre

Del Departamento de Humanidades y Ciencias Sociales dependen: 
- Escuela de Lenguaje Aplicado y Estudios Interculturales (SALIS)
- Escuela de Comunicación
- Escuela de Ciencias de la Educación
- Escuela de Derecho y Ciencias Políticas

El Departamento de Ciencias Experimentales y de la Salud coordina las siguientes: 
- Escuela de Biotecnología
- Escuela de Ciencias Químicas
- Escuela de Ciencias de la Salud
- Escuela de Ciencias Matemáticas
- Escuela de Enfermería
- Escuela de Ciencias Físicas

Por último, DCU Business School (la Escuela de Negocios) se establece como escuela y departamento a la vez. 
La universidad tiene también cinco centros adscritos, que son:
- All Hallows College
- Mater Dei Institute of Education
- St Patrick's College of Education
- Royal Irish Academy of Music
- Turning Point

## Residencias y alojamiento
En Irlanda, las residencias universitarias dentro del campus es algo relativamente nuevo. Desde mediados de los años 90, todas las universidades irlandesas disponen de modernas residencias e instalaciones que ofrecen alojamiento a sus estudiantes. DCU Campus Residences es la sección encargada de ofrecer alojamiento on-campus a los estudiantes de Dublin City University. 
DCU cuenta con modernos apartamentos y residencias: 
- Larkfield Apartments (128 apartamentos, cada uno con dos habitaciones y cocina y salón compartidos).
- Postgraduate Residences (37 apartamentos de tres, cuatro o cinco habitaciones individuales).
- Hampstead Apartments (61 apartamentos de tres, cuatro o cinco habitaciones individuales y cocina-salón compartidos).
- College Park Apartments (93 apartamentos de cuatro o cinco habitaciones individuales y cocina-salón compartidos).